# Brachystele scabrilingua
Brachystele scabrilingua är en orkidéart som beskrevs av Dariusz Lucjan Szlachetko. Brachystele scabrilingua ingår i släktet Brachystele och familjen orkidéer. Inga underarter finns listade i Catalogue of Life.